# Or
För andra betydelser, se Or (olika betydelser).
Or är kvalsterarter i familjen Acaridae inom underordningen Astigmata med längd på mellan 0,2 och 0,7 millimeter. De vanligaste är "ostor" (Tyrophagus putrescentiae), "mjölor" (Lepidoglyphus destructor eller Acarus siro) och "husor" (Glycyphagus domesticus). De är dock inte bundna till det livsmedel som det svenska namnet antyder. Angripna matvaror räknas inte som tjänlig människoföda.
Or utgör huvuddelen av så kallade förrådskvalster, av vilka de flesta har världsomfattande utbredning och många arter förekommer i Sverige. De är vita med åtta rödaktiga ben. 
Or livnär sig på allt från livsmedel, som mjöl och ost, till hö och halm, som ofta innehåller mögelsvampar. Många uppträder som skadedjur i lagrade produkter som spannmål.  Liksom husdammskvalster trivs de bäst vid hög luftfuktighet (80-90%) och hög temperatur (25-30°C). De kunde i Sverige förekomma i saluförd ost ända fram till 1930-talet. Numera behöver man bara räkna med dem i ost som sparas, till exempel för så kallad potkes.
Kvalster i våra bostäder har uppmärksammats som en orsak till allergier. Or är dock mindre vanliga i bostäder än husdammskvalster. Den typ som förekommer i ovädrade sängkläder kan vara rovkvalster som lever av mindre sängkvalster [Källa behövs]. Förrådskvalster uppträder inom lantbruk, livsmedelshantering och bagerinäring. De kan vålla allergier hos personalen och därmed vara ett arbetsmiljöproblem. 
Med or avsågs ursprungligen själva allergenen, djurens mjölliknande exkrementer. Därför kallas ofta även det trämjöl som trägnagare producerar i virke och möbler för or.
Ordet är vanligt förekommande i korsord.